# オ〜レくん
オ〜レくんは、Jリーグ・愛媛FCのマスコットキャラクター。モチーフは愛媛の特産品である「ミカン」。
本項目では、同じくミカンをモチーフとした愛媛FC公式マスコットキャラクターであるたま媛ちゃん（たまひめちゃん）、伊予柑太（いよかんた）も合わせて取り上げる。なお、愛媛FCの非公式キャラクターである一平くんおよび愛媛FC事務局スタッフである金太については一平くんの項目を参照。

## 概要

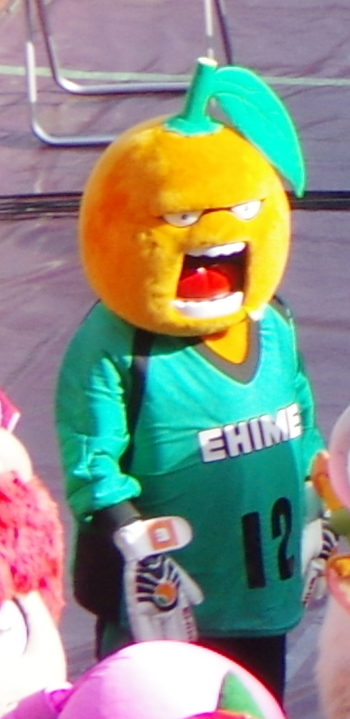
伊予柑太

「オ〜レくん」「たま媛ちゃん」「伊予柑太」ともクラブが愛媛県松山市出身の漫画家・能田達規に依頼して作成した、ミカンを擬人化したキャラクター で、3体とも口元に果汁（水滴）が付着しており、頭頂部には緑色のミカンの葉がついている。愛媛FCのJ2参入初戦となった2006年3月4日を誕生日としているが、キャラクターデザインそのものは愛媛FCが日本フットボールリーグ (JFL) に所属していた2004年に誕生しており（当時は着ぐるみではなくいわゆる「かぶり物」として頭部のみ立体化されていた）、2006年に改名している。
ノンフィクションライターの宇都宮徹壱は3体をまとめて「三柑」と称している。
オ〜レくん
男の子。旧称は「オレンJ」（オレンジェイ）。基本的にオレンジを基調としたフィールドプレイヤーの1stユニフォームを身につけている。2006年に立体化。
「オ〜レくん」愛媛FCの選手一覧ページに詳細なプロフィールが掲載されており、以下の設定が与えられている。
- 生年月日：2006年3月4日
- 身長/体重：20cm/15g（時おり巨大化）
- 出生地：愛媛県みかん山
- 血液型：？型
- 前所属チーム：生まれた時から愛媛FC

たま媛ちゃん
女の子。旧称は「マンダリーニョちゃん」。基本的に白を基調としたフィールドプレイヤーの2ndユニフォームを身につけている。2007年に立体化。
たま媛ちゃんのみ葉が大きく髪の毛のように頭部を覆っており、大きな花かざりをつけている。
伊予柑太
男の子。旧称は「いよカーン」。基本的に緑を基調としたGKユニフォームとGKグローブを身につけている。立体化は三体の中では最も遅い2009年。
一平くんと行動を共にすることが多く、3体の中では彼のみTwitterアカウントを独自に持っている。

## イベント
- 愛媛FCでは毎年恒例行事として「ゆるキャラ100メートル走」を行っており、地元の企業マスコットなどと共にオ〜レくんらも毎年参加している。
- FUJI XEROX SUPER CUPのイベントとして開催される「マスコット総選挙」には、3体が毎年交代で出馬している（オ〜レくん：2013年・2016年、たま媛ちゃん：2014年、伊予柑太：2015年・2017年）。